# Zapotitlán de Méndez
Zapotitlán de Méndez es una localidad del estado mexicano de Puebla. Es cabecera del municipio de Zapotitlán de Méndez.

## Demografía
| Censo | Población |
| ----- | --------- |
| 1900  | 1474      |
| 1910  | 1693      |
| 1921  | 1435      |
| 1930  | 1569      |
| 1940  | 1354      |
| 1950  | 1619      |
| 1960  | 1094      |
| 1970  | 1207      |
| 1980  | 1411      |
| 1990  | 1755      |
| 1995  | 1515      |
| 2000  | 1599      |
| 2005  | 1672      |
| 2010  | 1747      |
| 2020  | 1751      |